# Andrea Guerra (Fußballspieler)
Andrea Guerra (* 4. September 1972 in Bozen) ist ein ehemaliger italienischer Fußballspieler.

## Karriere
Andrea Guerra spielte sowohl in der Abwehr, als linker Außenverteidiger als auch im defensiven Mittelfeld. Sein Profidebüt gab er am 15. September 1991 im Erstligaspiel der Serie A gegen Inter Mailand, als er in der 59. Minute für Marino Magrin eingewechselt wurde. Sein zweites Spiel machte er am 3. November 1991 gegen FC Parma, als er in der 53. Minute für Paolo Piubelli eingewechselt wurde. Da er bis zum Saisonende kein weiteres Spiel mehr bestritt, wechselte er in der Folgesaison in die Seria C1 zum Salernitana Calcio, wo er auf 28 Einsätze und einem Pflichtspieltreffer kam.
Von 1994 bis 2001 war er Spieler bei Chievo Verona. Er spielte dort 157 Spiele und schoss dabei zwei Tore. 2001 wechselte er dann zu US Palermo, den er 2003 wieder verließ und dem FC Südtirol beitrat. Dort blieb er bis 2006 und wechselte zu Calcio Monza. In den letzten Jahren seiner Karriere spielte er von 2007 bis 2009 jeweils eine Saison bei den Vereinen FC Merano Calcio und FC Bolzano 1996.